# Великая реформа
«Вели́кая рефо́рма: Русское общество и крестьянский вопрос в прошлом и настоящем» — юбилейное энциклопедическое издание, посвящённое пятидесятилетию осуществления Крестьянской реформы в России. «Великая реформа» выпущена в Москве в 1910 — 1911 годах Исторической комиссией учебного отдела московского Общества распространения технических знаний (ОРТЗ) и товариществом И. Д. Сытина в виде комплекта из шести томов большого энциклопедического формата.
«Великая реформа» — первое и наиболее известное из серии «роскошных» в книгоиздательской терминологии того времени юбилейных изданий, предпринятое издателем Иваном Сытиным в 1910-е годы. В 1911 году им была издан семитомник «Отечественная война и русское общество. 1812 — 1912», посвящённый столетнему юбилею Отечественной войны 1812 года, в 1912 — 1913 годах — шеститомное историческое исследование о трёхсотлетии Дома Романовых — «Три века. Россия от смуты до нашего времени», двухтомник «Государи из дома Романовых 1613 — 1913», 1913 год; «Полвека для книги (1866 — 1916)», 1916 год. Помимо юбилейных изданий Сытиным тогда же были изданы «Народная энциклопедия», «Военная энциклопедия» и «Детская энциклопедия».

## Предыстория издания

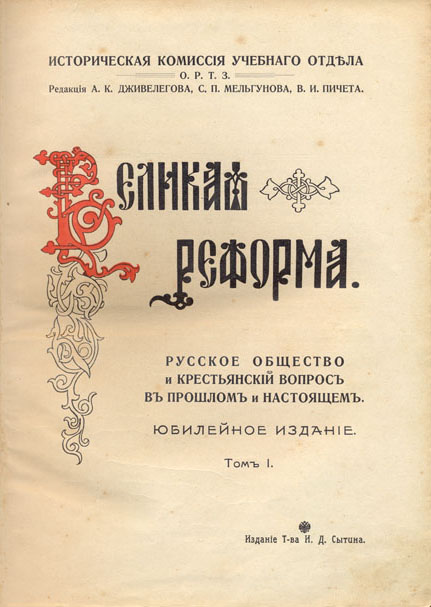
«Великая реформа». Титульный лист

Инициатором всех своих юбилейных предприятий был сам И. Д. Сытин. Научное руководство его изданиями осуществляла Историческая комиссия учебного отдела ОРТЗ. ОРТЗ — негосударственная просветительская педагогическая организация, возникшая в 1869 году. В её задачи входила организация воскресных и вечерних классов как для самих рабочих, так и для их детей, разработка учебных планов и программ, изучение технического и ремесленного образования в России и за рубежом. Московское ОРТЗ объединяло городские научно-педагогические круги. Комиссии при его учебном отделе занимались не только техническим, но и общим образованием. С деятельностью общества связаны имена выдающихся педагогов и учёных А. И. Чупрова, В. Я. Стоюнина и др.
В 1898 году на базе учебного отдела общества возникло Педагогическое общество Московского университета. С 1900 года должность председателя Учебного отдела ОРТЗ возглавлял С. П. Моравский. Моравским и Сытиным был налажен совместный выпуск учебно-образовательной литературы: «Русская история в картинах» с иллюстрациями Сурикова, Васнецова, Маковского. В числе авторов были приглашены крупные историки.
В 1899 году С. П. Мельгунов, поступивший на историко-филологический факультет Московского университета, сплотил вокруг себя кружок студентов, преобразованный впоследствии в Историческую комиссию при учебном отделе ОРТЗ. Он становится её руководителем. Неудивительным было то, что правление Товарищества И. Д. Сытина поручило разработку издания этому молодому, но известному своими либеральными взглядами научному учреждению.

## Работа над «Великой реформой»

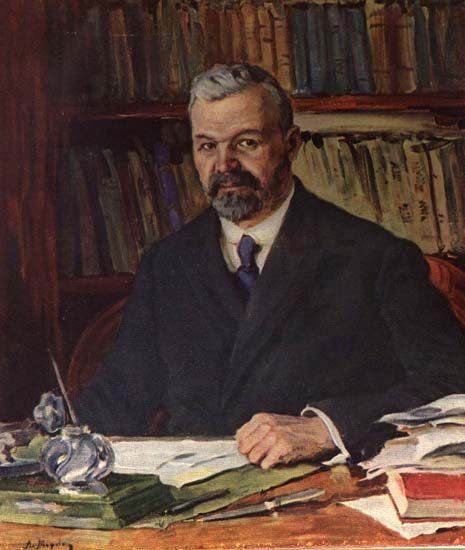
Портрет И. Д. Сытина из книги: «Полвека для книги 1866-1916.».

В 1910 году редакционную коллегию «Великой реформы» возглавил С. П. Мельгунов и его товарищи по Исторической комиссии учебного отдела ОРТЗ, в недалёком прошлом — студенты историко-филологического факультета Московского университета, — В. И. Пичета и А. К. Дживелегов. Сытин к этому времени был наиболее опытным российским издателем. На долю его предприятия приходилось 25 % от общероссийского книгоиздания. Для него подобные издания были не только вопросом престижа, борьбы за рынок, но и возможностью применения новых технологических решений, профессиональный интерес к внедрению полиграфического опыта западноевропейской промышленности.
При этом, не будучи книгоиздателем ни исключительно «коммерческим», ни бескорыстно-идейным, он стремился совмещать свои просветительские устремления с элементарной издательской целесообразностью. Как это получалось, хорошо видно на примере «Великой реформы».
Несколько помпезное, «подарочное» оформление издания: рифлёная цельноколенкоровая обложка, гладкий золотой обрез сверху, торшонированный (фигурный) обрез снизу и сбоку, цветное и блинтовое тиснение на обложке (она выходила в двух вариантах — светлая (слоновая кость) — твёрдая, и жёлтая — мягкая) по рисунку художника А. Смирнова, серебряное тиснение на корешках, узорные литографированные растительным орнаментом форзацы, веленевая бумага, иллюстрации на отдельных листах, отделённые от текста прозрачной пергаментной бумагой, на которой нанесены пояснительные тексты к иллюстрациям, обилие заставок, виньеток, миниатюр, ажурных инициалов (буквиц) — вся эта нарочитость напоминала скорее английский кипсек, художественный альбом, нежели научное издание. 

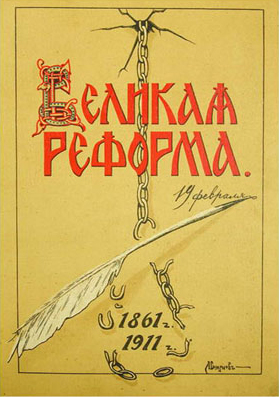
Издание в мягкой обложке

Сам Сытин следующим образом характеризовал своё отношение к «Великой реформе»:
«Признаюсь, я редко принимал так близко к сердцу судьбу русских книг, как принял судьбу этого юбилейного издания, посвященного крестьянину. Очень может быть, что тут сказалось моё крестьянское происхождение и та неистребимая память о мучительном рабстве, которая жила в моей душе. Мне хотелось, чтобы русская наука спустя 50 лет поглубже заглянула в русскую деревню и подвела итоги, что было сделано за 50 лет для народа и до конца ли истреблены в русской жизни остатки рабства. Я смотрел на это издание как на кровное дело Сытина-крестьянина и думал, что моё звание обязывает меня».
Почти купеческий размах «Великой реформы» диссонировал с отнюдь не юбилейным содержанием статей, последовательно умалявших величие реформы будничными фактами обнищания крестьянства как в прошлом, так и в настоящем. Тем не менее леворадикальная интеллигенция охотно раскупала «Великую реформу» несмотря на высокую цену в 24 рубля за шесть томов при ценах на обычные книги 1—2 рубля — Сытин хорошо знал книжный рынок и пристрастия своих читателей. И, судя по немалому количеству неплохо сохранившихся экземпляров, частные либеральные книжные собрания на протяжении ста лет бережно сохраняли этот шеститомник.

## Состав сотрудников

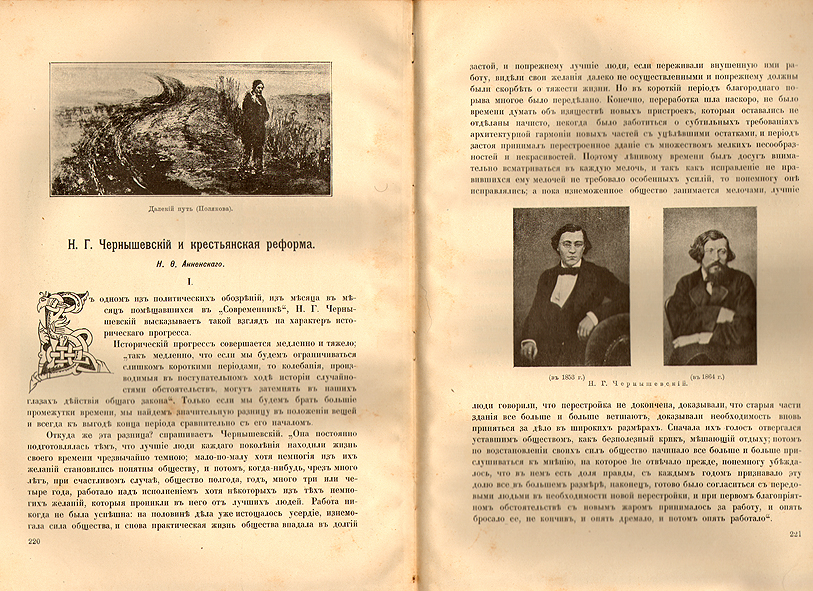
Внутреннее оформление статей.

В работе над статьями для «Великой реформы» приняли участие свыше 60 учёных, журналистов, писателей и т. д. Авторский коллектив, подобранный редколлегией, не ограничивался московскими учёными, в него вошли специалисты из Санкт-Петербурга, Киева, Казани и других городов.
Всего в издании помещены статьи 60 авторов, среди них академики К. К. Арсеньев, А. Ф. Кони, А. С. Лаппо-Данилевский, П. Д. Боборыкин, профессора М. М. Богословский, М. В. Довнар-Запольский, А. А. Кизеветтер, А. А. Корнилов, В. Д. Кузьмин-Караваев, М. К. Любавский, А. А. Мануйлов, В. И. Семевский, М. И. Туган-Барановский, Н. Н. Фирсов, А. С. Лыкошин, магистрант Н. П. Василенко, приват-доценты А. Э. Вормс, Ю. В. Готье, М. В. Клочков, А. Е. Пресняков, П. Н. Сакулин, Б. И. Сыромятников, публицисты А. В. Пешехонов, В. А. Розенберг, И. Н. Игнатов, В. Е. Чешихин, Н. Ф. Анненский, В. Я. Богучарский, И. И. Попов, Д. И. Шаховской, С. Н. Прокопович, В. П. Кранихфельд.
По политическому составу авторы придерживались различных оттенков либерализма (кадеты, партия демократических реформ), либо социалистической идеологии (энесы, социал-демократы, эсеры), или вообще были внепартийными. Триумвират молодых московских историков-редакторов координировал работу этих видных учёных, журналистов, искусствоведов и общественных деятелей.

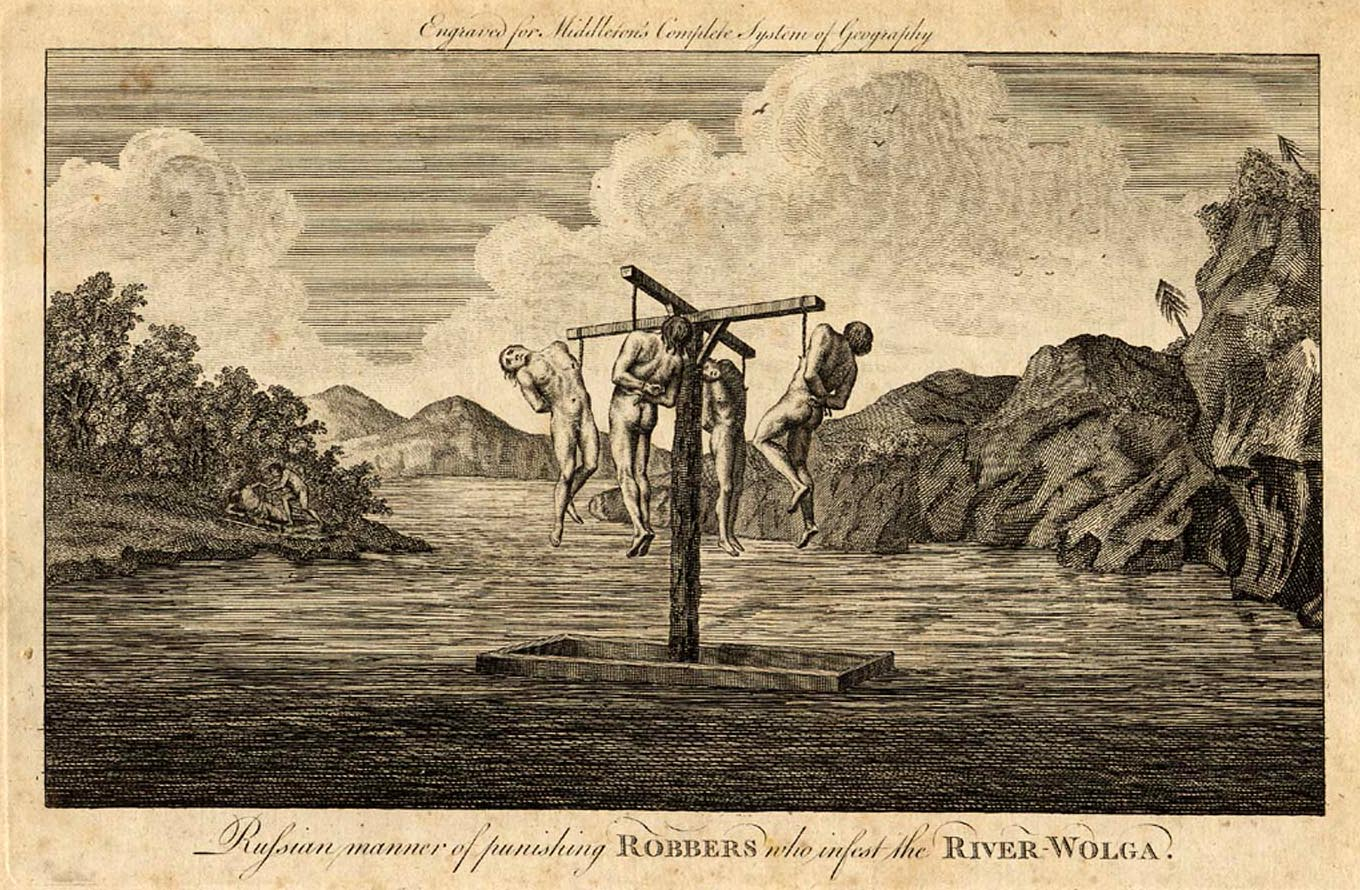
Гравюра «Плот с казнёнными разбойниками на Волге» (собр. П. Я. Дашкова) заимствована редакцией из «Исторического вестника».

Помимо 60 авторов, приведённых ниже, в объявлении об издании первоначально фигурировали имена ещё десяти сотрудников: историки В. В. Водовозов, доктор А. Павловский, литературовед В. В. Каллаш, публицисты Н. П. Ашешов, Н. И. Иорданский, Н. С. Русанов, А. С. Пругавин, И. М Соловьёв, П. М. Толстой, писатели Н. Н. Златовратский, В. Г. Короленко, В. Г. Тан. По разным причинам их участие не могло состояться.
Болезнь помешала сотрудничеству старого писателя-народника Н. Н. Златовратского, в анонсе упомянутого как академик (умер в декабре 1911 года; Почетный академик c 01.11.1909 — Отделение русского языка и словесности (по Разряду изящной словесности). В. Г. Короленко, сначала обещавший своё сотрудничество, позднее вынужден был отказаться от участия из-за загруженности по редактированию журнала «Русское богатство». Из объяснений редакции следует, что статьи В. Г. Тана (В. Г. Богораз) и неназванная статья С. Н. Прокоповича не были опубликованы по цензурным соображениям. Статья Прокоповича «Крестьянство и пореформенная фабрика» опубликована в шестом томе.

Возникшие трения между редколлегией и И. Д. Сытиным помешали опубликованию статьи Н. С. Русанова «Крестьяне в мировоззрении передовой интеллигенции после 19 февраля». Редакционное примечание гласило так: 

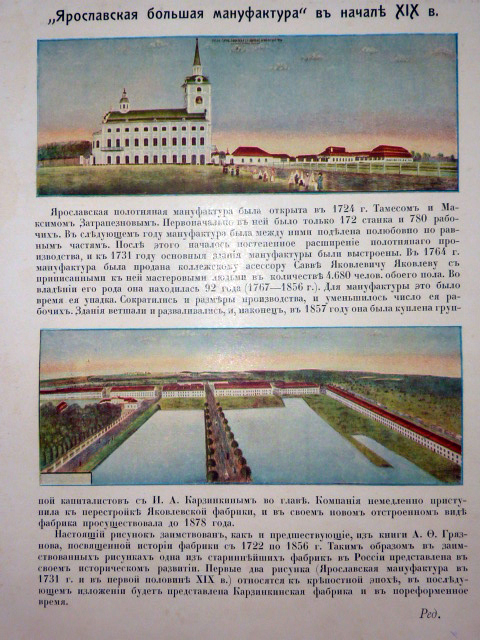
Сытин был дружен с писателем Н. Д. Телешовым, чья жена была из купеческого рода Карзинкиных, ярославских фабрикантов.

Редакция не считала себя вправе противиться настоятельной просьбе издательства об устранении её. Решиться пожертвовать такой важной и с точки зрения научного плана и с точки зрения построения книги статьёй было нелегко, тем более, что вместе с статьёй выпадали и портреты идеологов крестьянского дела: Бакунина, Лаврова, Михайловского и др. Но при современных условиях печати другого выхода редакция не видела.

Материал этнографа и историка старообрядчества Александра Пругавина заменила статья большевика Владимира Бонч-Бруевича «Сектантство в освободительную эпоху». «Вообще же пропуск статьи редакция восполняла тем, что соответственно расширяла план соседних статей». С другой стороны, неоднородный по политическим пристрастиям авторов состав сотрудников вынудил редакцию в интересах единства концепции «сгладить то, что представлялось ей чересчур резким противоречием».
Наиболее авторитетным из историков крестьянства в «Великой реформе» был Василий Иванович Семевский, автор фундаментальных работ «Крестьянский вопрос в России в XVIII и первой половине XIX в.», «Крестьяне в царствование императрицы Екатерины II», «Крестьянский вопрос в царствование Императора Николая» и многих других. Он же являлся наиболее цитируемым другими авторами. В «Великой реформе» им помещены работы о крестьянстве в литературе Екатерининского времени и в связи с деятельностью декабристов и петрашевцев. Ему, а также выдающемуся русскому историку В. О. Ключевскому (1841—1911), редакция высказала особую благодарность. Среди других авторов издания помимо самих редакторов, плодотворными и авторитетными следует назвать историков Александра Корнилова и Инну Игнатович.
С. П. Мельгунов, приобретя немалый опыт по редактированию столь грандиозного издания, в недалёком будущем начнёт собственное историческое издание (совместно с В. И. Семевским) — известный ежемесячник «Голос минувшего» (1913—1924).

## Состав издания, содержание исторической концепции и её значение

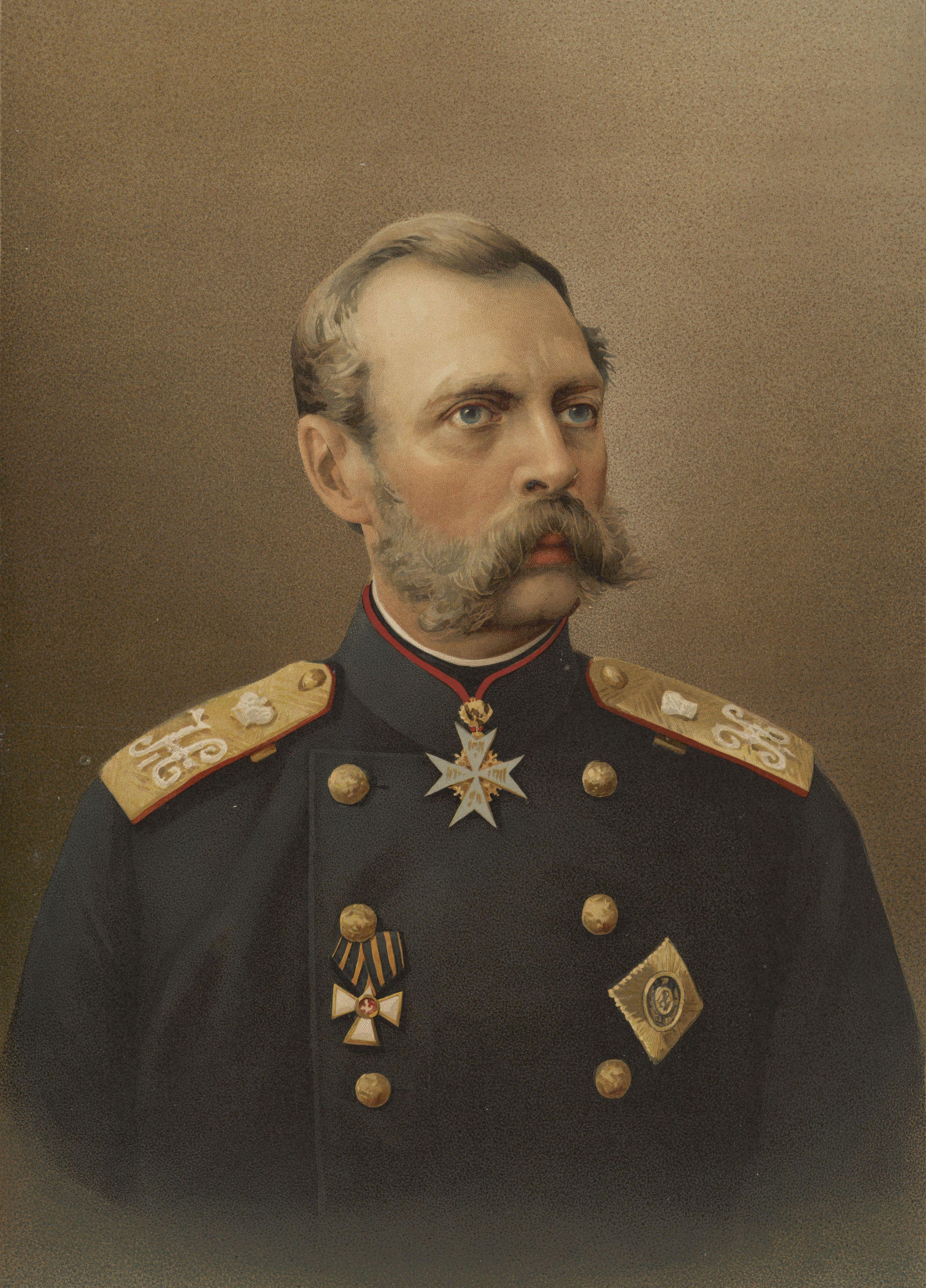
Император Александр II, портрет Ильи Галкина

Первый том содержит пространное редакционное вступление, описание закрепощения крестьян в средние века, а также историю вопроса в XVII—XVIII столетиях. Второй том открывает редакторская статья приват-доцента В. И. Пичета «Помещичьи крестьяне в Великороссии в XVIII веке» и статья казанского профессора Н. Н. Фирсова о крестьянских волнениях до XIX века. Остальные материалы тома освещают крестьянский вопрос в начале XIX века.
Третий том начинается с некролога Льву Толстому, прочие материалы тома доводят изложение вопроса до кануна реформы. Четвёртый том посвящён рассмотрению крепостного права в литературе и народном творчестве. Здесь также излагается начало правительственных работ по осуществлению крестьянской реформы. В этом томе редакция разместила воспоминания живых свидетелей крепостного права, в том числе писателя-академика изящной словесности П. Д. Боборыкина (1836—1921) «Крепостные развиватели».
Том пятый по замыслу редакторов делится на две части: характеристика деятелей реформы, к числу которых отнесены инициаторы освобождения крестьян и его основные противники; во втором отделе рассматриваются этапы проведения реформы. В заключительном шестом томе отведено место пореформенному времени, изложение крестьянского вопроса доведено до времени проведения столыпинской аграрной реформы. Том завершает подробный указатель иллюстраций ко всем шести томам.
Намереваясь осветить крестьянский вопрос со всех сторон, редакция «Великой реформы» поместила материалы о политическом, военном, церковном, экономическом, образовательном, культурном, правовом, идеологическом, этнографическом аспектах проблемы. В шести томах подробно излагается политика Российского государства в отношении крестьянства начиная с XVI века, показано развитие крепостного права. Анализируются различные формы протеста крестьян против его закабаления: побеги, восстания. Редакцией представлен впечатляющий по объёму фактический материал в виде многочисленных юридических документов, законодательных актов, указов, касающихся положения крестьян.

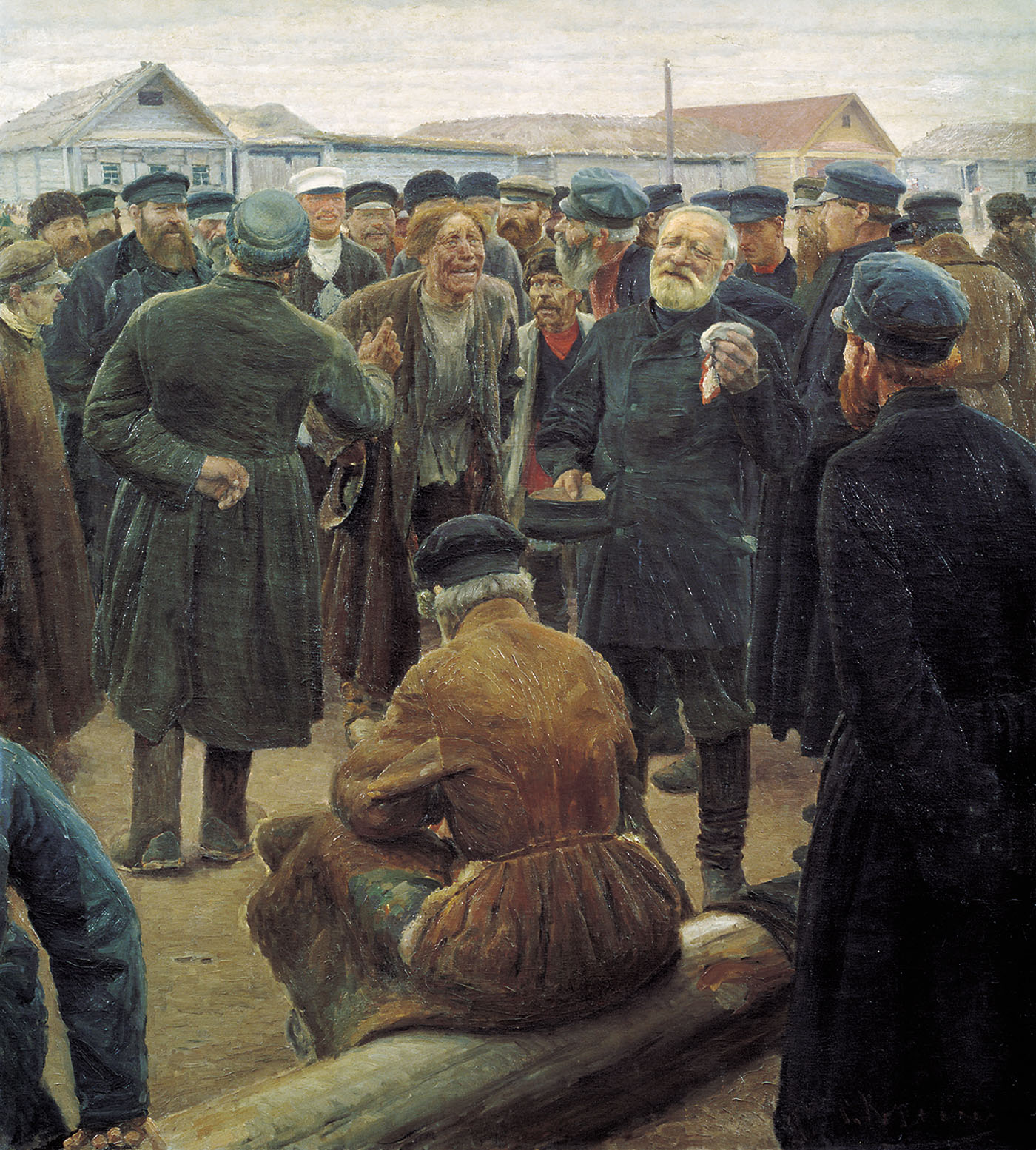
Сергей Коровин, «На миру».

Детально рассмотрен комплекс взаимоотношений крестьян с помещиками, формирование крестьянского самоуправления, переселение на свободные земли, выкупные платежи и т. д. Есть даже сравнительно узкие, по-своему любопытные, но частные темы, как, например, «Сектантство в освободительную эпоху», «Масонство и крепостное право», «Крепостная интеллигенция» — своеобразное интеллигентское преломление крестьянского вопроса в сознании образованного интеллектуала начала XX века, в то время, когда санитарные, медицинские, агрономические стороны крестьянского быта почти не проанализированы.
По мнению современного исследователя истории крестьянства профессора Санкт-Петербургского государственного университета Б. Н. Миронова авторы «Великой реформы» (Бочкарев В. Н. Быт помещичьих крестьян // Великая реформа. — Т. 3. — С. 22—40; Мельгунов С. П. Дворянин и раб на рубеже XIX в. // Великая реформа. — Т. 1. — С. 241—260; Князьков С. А. Граф П. Д. Киселёв и реформа государственных крестьян // Великая реформа. — Т. 2. — С. 209—233; Боголюбов В. А. Удельные крестьяне // Великая реформа. — Т. 2. — С. 234—254; Прокопович С. Н. Крестьянство и пореформенная фабрика // Великая реформа. — Т. 6. — С. 268—276; Пешехонов А. В. Экономическое положение крестьян в пореформенное время. — С. 201, 240.) разделяли общий для российской либерально-демократической интеллигенции постулат перманентного обнищания русского крестьянства в конце XIX — начале XX столетия. Этот тезис был базисным в концепции необходимости скорейшего общественного переустройства на либеральных началах.

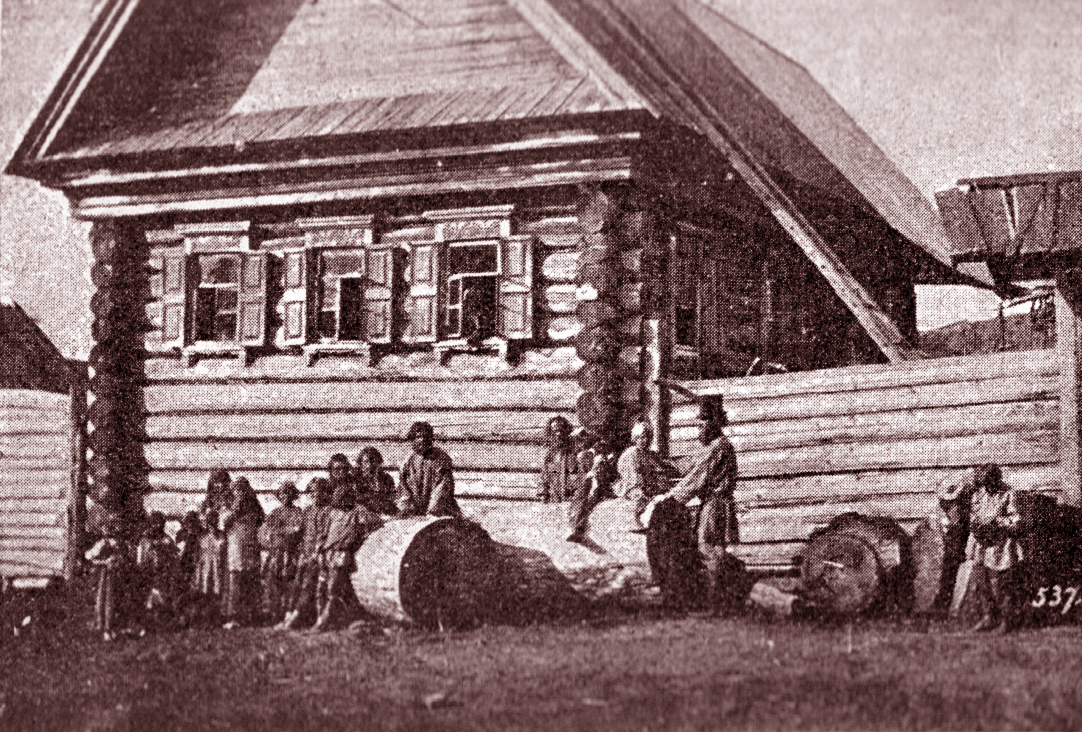
Вильям Каррик сделал в 1870-е годы серию уникальных фотопортретов русской деревни

Апогеем этой точки зрения явились работа А. И. Шингарева «Вымирающая деревня» и юбилейное шеститомное издание «Великая реформа», в написании которого участвовал весь цвет российских социальных учёных начала XX в. Через все статьи красной нитью проходит осуждение крепостного права и самодержавия как главных причинах общественного застоя и бедности населения. Крепостное право часто называется рабством, крепостные — рабами; десятки страниц посвящены бедственному положению помещичьих крестьян. Ситуация в государственной и удельной деревне описывается тоже довольно мрачными красками, хотя и отмечаются некоторые преимущества, которыми располагали непомещичьи крестьяне. Пореформенное время, которому посвящён весь шестой том, по мнению авторов, не принесло облегчения народу: тяжёлые условия отмены крепостного права, малоземелье, тяжесть налогов, разложение крестьянства, низкая заработная плата сельскохозяйственных и промышленных рабочих — всё препятствовало повышению благосостояния. «Надежда, что пореформенные сети будет легче распутать, чем крепостные, до сих пор не оправдалась, — утверждал А. В. Пешехонов. — На место сетей крепостных люди придумали много иных».

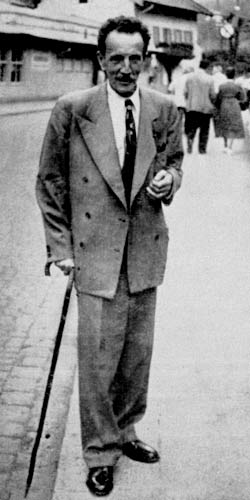
Сергей Петрович Мельгунов

Таким образом, утверждает Миронов, парадигма бедности русского крестьянства препятствовала реальной оценке состояния урожаев и предлагала исключительно политическое решение вопроса вместо агрономического, в числе которого важнейшим он называет интенсификацию сельского хозяйства. Миронов считает, что авторы «Великой реформы» в угоду политической догме просмотрели очевидный рост урожайности на крестьянских наделах в начале XX века.
Повышение урожайности — следствие интенсификации и констатация самого этого факта едва ли обрадовала либерально-демократическую общественность, которая твёрдо стояла на том, что ни домашнего, ни общественного благополучия за истекшие пятьдесят лет нельзя было достигнуть в тех условиях, какие были созданы реформою 1861 г. и находившимися в связи с нею преобразованиями… Общественность весьма удачно пользовалась тезисом о кризисе деревни и обеднении крестьянства сначала для дискредитации правительственной политики, затем для оправдания своих требований перед верховной властью предоставить стране представительное учреждение и допустить общественность к управлению государством. Кризисный, упадочный имидж России в конце XIX — начале XX в. создавался кадетской, эсеровской и социал-демократической партиями намеренно, в борьбе за власть, с целью дискредитации своих политических противников. Пропагандировать программу реформ и добиваться её реализации всегда максимально удобно в условиях кризиса, независимо от того реальный он или воображаемый. Если дела в экономике, прежде всего в деревне, идут хорошо — зачем нужны политические реформы. Другое дело, если народ беднеет и вымирает. По политическим соображениям либерально-демократическая общественность всячески педалировала проблему обеднения крестьянства, упадка сельского хозяйства. Внушив мысль, что Отечество в опасности и что виновата в этом неправильная социально-экономическая политика правительства, общественность ставила вопрос о необходимости её изменения, а, значит, о политических реформах, поскольку без них радикально изменить политику было невозможно.

## Иллюстрации и оформление издания

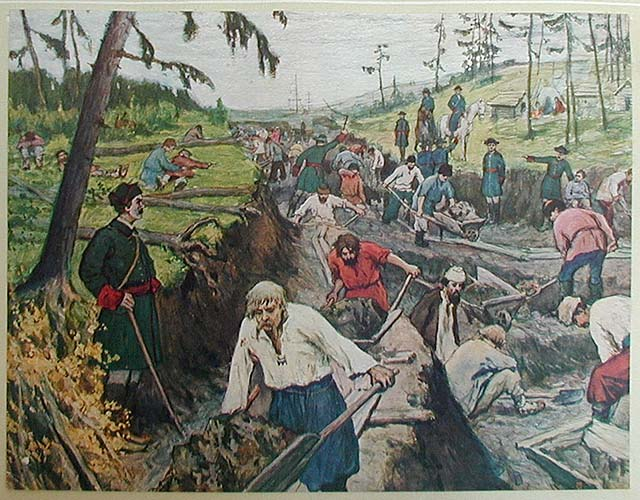
Прорытие Ладожского канала

В предисловии к первому тому редакция так обращалась к своим читателям:
Подбирая иллюстрации к юбилейному изданию, посвящённому истории нашего крестьянства, редакция руководилась двумя соображениями: с одной стороны, хотелось, конечно, прежде всего использовать тот материал, который давали ему иллюстрации крестьянского и помещичьего быта современники в различные эпохи нашего прошлого, с другой — взять наиболее яркое и типичное из созданного художниками наших дней. Естественно, что и в последнем случае преобладала историческая и публицистическая точка зрения: но не художественным достоинством того или другого произведения руководилась подчас редакция, а тем моментом, который изображают взятые картины или рисунки. Редакции хотелось по возможности всесторонне осветить в иллюстрациях крестьянский вопрос, охарактеризовать его экономическую, общественно-правовую и идейную сторону… Иллюстрации могли служить лишь некоторым дополнением к тексту.

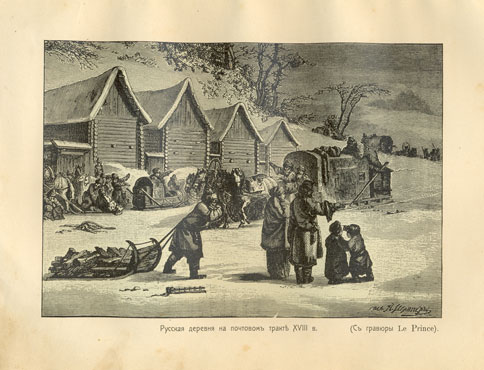
Русская деревня на почтовом тракте. XVIII в. Гравюра Le Prince

При поиске иллюстраций редакторы в первую очередь обращалась к тем картинам и сюжетам, где ярко выступали ужасы крепостничества. Авторы предисловия признают, что их больше всего интересовало изображение «возраставшего социального неравенства». «Особенно для нас интересны в данном случае наказания именно крестьян, как они, например, представлены у англичанина Аткинсона». Для снимков знаменитых дворянских усадеб редакция использует работы фотографа Товарищества И. Д. Сытина и снимки из журналов «Старые годы», «Мир искусства». Помещая репродукции с картин А. Г. Венецианова, В. А. Тропинина, К. А. Трутовского редакционная коллегия предупреждала, что картины помещичьего быта на этих полотнах имеют слегка идеализированный, патриархальный оттенок. Упрёка в идилличности заслужила и картина Г. Г. Мясоедова «Чтение манифеста».
Но даже такие оговорки не решали проблемы иллюстрирования издания.

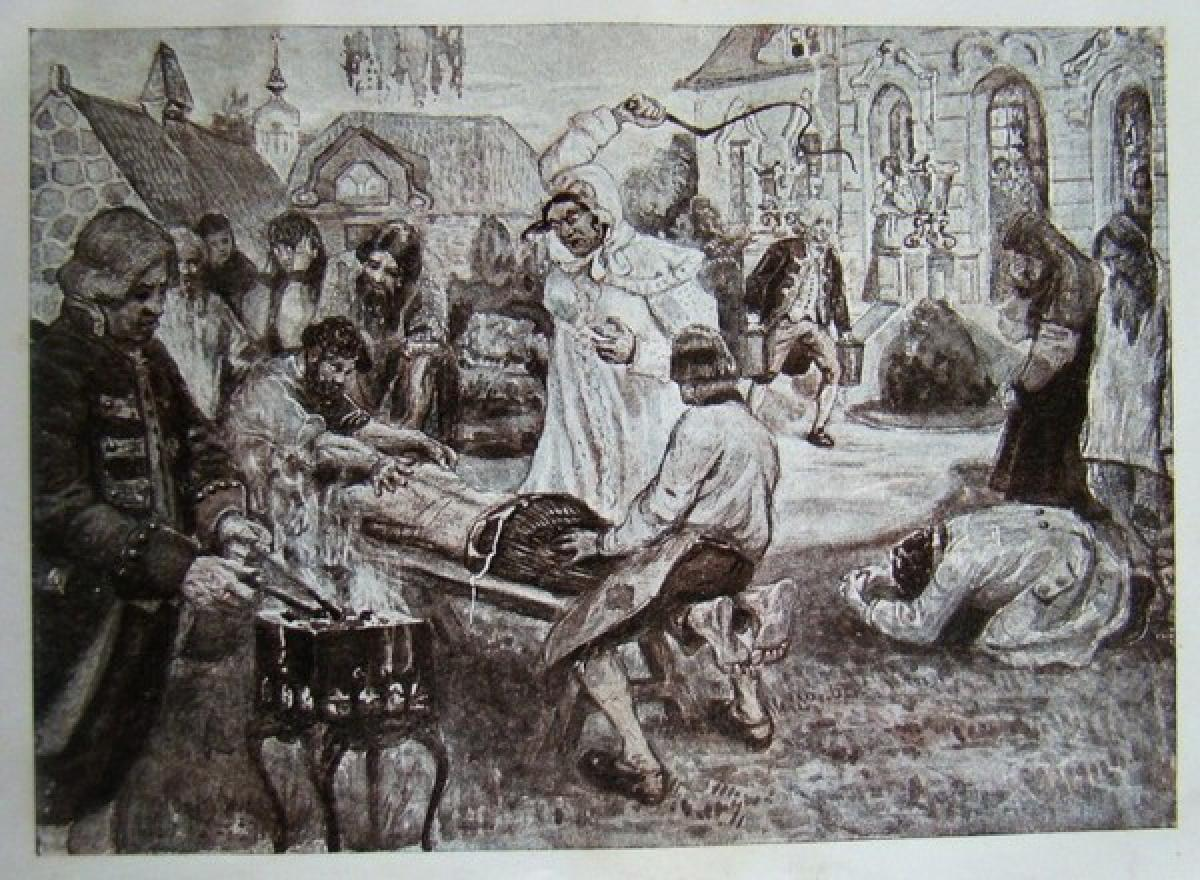
По просьбе редакции художник Курдюмов изобразил истязания Салтычихи «по возможности в мягких тонах». Комментарий к картине на пергаментной бумаге.

Для иллюстрации некоторых важных, по мнению редакции, моментов не нашлось подходящего материала: эти пробелы решено было восполнить картинами, специально исполненными для настоящего издания. При совместной работе с художниками, взявшимися за написание указанных картин, редакцией было обращено внимание преимущественно на соответствие картины с исторической действительностью, насколько последняя выступает на фоне научных изысканий и может быть воспроизведена кистью художника. Таким образом в основе каждой из вновь написанных картин лежит факт, установленный в исторической литературе или засвидетельствованный современником.
По заказу редколлегии штатные художники издательства И. Д. Сытина Н. А. Касаткин, К. В. Лебедев, М. М. Зайцев, П. В. Курдюмов, А. В. Моравов, Г. Д. Алексеев написали несколько полотен, призванных восполнить недостаток обличительного элемента в живописном материале редакции. Так холст М. М. Зайцева должен был передать отрицательную реакцию крестьян на оглашение Манифеста 19 февраля в селе Бездна, Казанской губернии, картина Курдюмова изображает сцены истязания Салтычихой своих крестьян. Николаю Касаткину был заказан сюжет, изображавший крепостную кормилицу, грудью вскармливающей щенка своего барина. Сюжет с кормилицей обыграл В. Г. Короленко в рассказе «Облачный день».

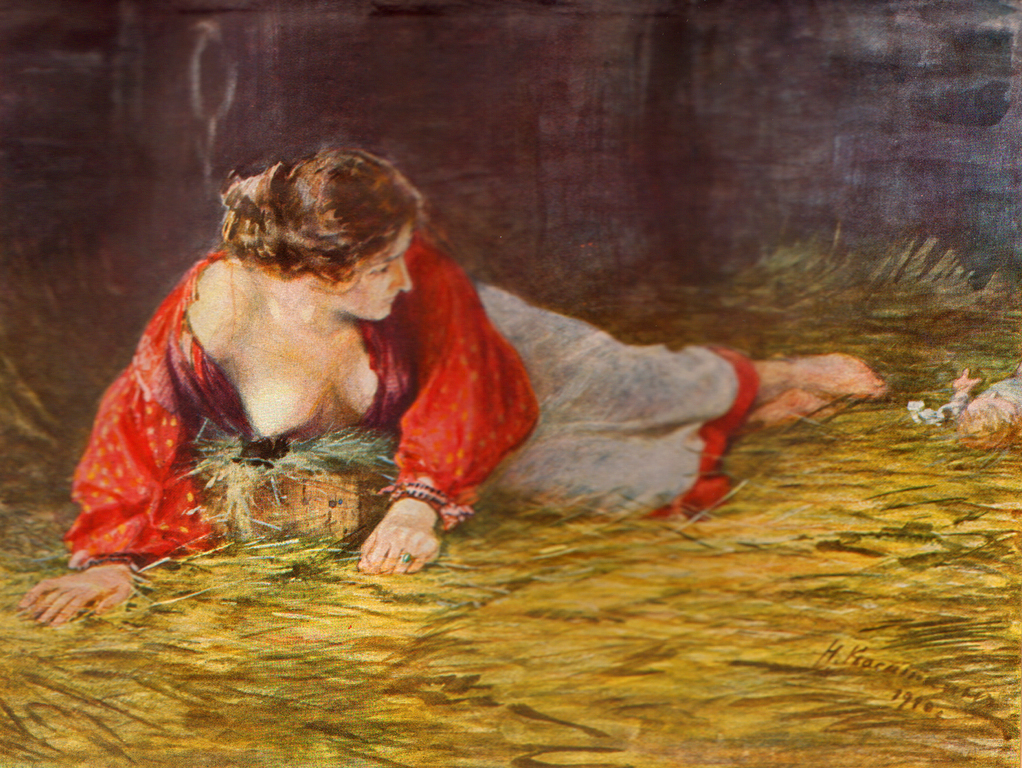
Н. А. Касаткин, «Кормилица».
Сюжет заимствован у В. И. Семевского

Этюды молодых художников Московского училища живописи, ваяния и зодчества, работавших у Сытина, выполнялись под руководством академика живописи Н. А. Касаткина. Историческую часть живописных работ консультировали С. П. Мельгунов, В. П. Алексеев, Б. Е. и В. Е. Сыроечковские.
Помимо социально-обличительного жанра, представленного также картинами Федотова, Пукирева, Перова, «Великая реформа» поместила огромное количество репродукций живописных полотен А. П. Брюллова, его сына П. А. Брюллова, Т. Г. Шевченко, М. П. Клодта, И. Е. Репина, А. П. Рябушкина, И. М. Прянишникова, А. М. Васнецова, К. Е. Маковского, В. В. Верещагина, В. Д. Поленова, В. М. Максимова, Н. К. Пимоненко, Н. П. Богданова-Бельского, С. А. Коровина, Б. М. Кустодиева, И. И. Левитана, Ф. А. Малявина, Л. О. Пастернака, В. А. Серова, А. Н. Бенуа, Н. Е. Лансере и многих других. Кроме жанровой живописи июллюстративный материал издания представлен портретами, фотоснимками, гравюрами, рисунками, карикатурами, факсимиле.

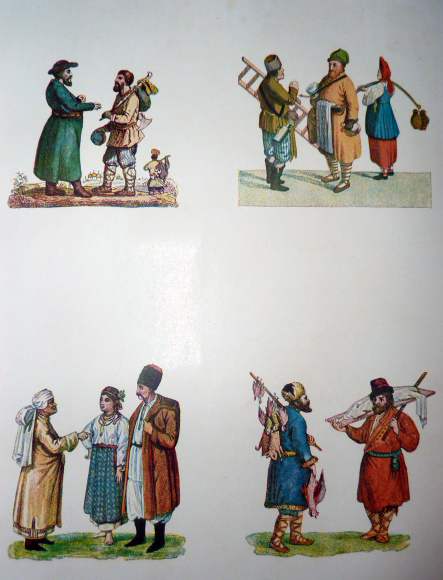
Breton, «Крестьянские типы XVIII и начала XIX века».

Для иллюстрации «Великой реформы» использовались репродукции из «Русского художественного листка» В. Ф. Тимма, «Русского архива», «Русской старины», «Исторического вестника», «Русских былей», «Русских портретов XVIII века» великого князя Михаила Николаевича, книги «Москва в её прошлом и настоящем».
Нам надо сказать ещё несколько слов по поводу этнографического материала, помещённого в издании. В этом отношении редакция вовсе не стремилась к исчерпывающей, всесторонней полноте, которая уместна была бы лишь в специальном издании, но здесь это полнота была бы слишком громоздка. Мы брали лишь отдельные разрозненные типы, руководствуясь либо художественными соображениями, либо соображениями своего рода исторического характера, т. е. брали типы, нарисованные современниками в различные моменты прошлого русского крестьянства.
Главнейшим источником для иллюстрационной части издания послужили собрания Исторического музея в Москве, музея П. И. Щукина, Румянцевского музея, Петербургской публичной библиотеки, Этнографического музея Московского университета, Московского литературно-художественного кружка (1898 — 1917), Третьяковской галереи, частные коллекции П. Я. Дашкова, А. П. Бахрушина, графинь С. В. Паниной и В. Н. Бобринской, писателя Н. Д. Телешова и других. Многие репродукции, появившиеся в «Великой реформе», были опубликованы здесь впервые.

## Библиографические пояснения

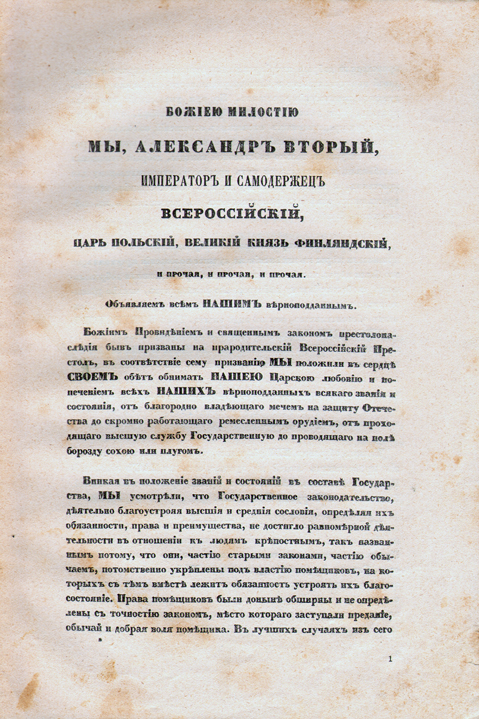
Манифест 19 февраля 1861 года

Предисловие редакции в первом томе «Великой реформы» помечено 15 сентября 1910 года, под предисловием последнего тома значится дата 20 марта 1911 года, на титульных листах везде стоит 1911 год. Издание имело формат 21,5×28,5 см. Тираж не указан. Цена не указана. Типография товарищества И. Д. Сытина, Пятницкая улица, собственный дом. [д. 71]. Общее количество печатных листов 105.
Общее количество иллюстраций на отдельных листах 148, включая помещённую в пятом томе между стр. 168 и 169 отдельную вклейку с воспроизведением подлинного текста «Манифеста 19 февраля 1861 года», 8 стр., формат 16,5×24,5 см., типография товарищества И. Д. Сытина, Москва. Из-за отсутствия года выпуска на «Манифесте» некоторые недобросовестные букинисты вырезали эту вклейку из «Великой реформы» и выдавали её за оригинальный Манифест 1861 года.
Издание выходило как в мягкой бумажной обложке, так и в твёрдом коленкоровом издательском переплёте. Указатель рисунков, помещённый в шестом томе, содержит тематический указатель более семисот рисунков, иллюстраций, портретов, фотографий, факсимиле, карикатур. Он включает в себя как иллюстрации на отдельных листах, так и иллюстрации в тексте. Все тома, кроме первого, имеют перечень поправок к предыдущим томам.
Ко времени своего выхода «Великая реформа» продемонстрировала вершину возможностей российской полиграфии. В настоящее время издание пользуется бо́льшей известностью среди библиофилов, именующих её «Великолепной реформой», нежели среди историков, но не будучи раритетным, имеет относительно низкую стоимость. Его цена среди московских букинистов в ценах 2010 года в зависимости от состояния книг колебалась от 60 000 до 195 000 рублей за комплект.
| «Великая реформа. Русское общество и крестьянский вопрос в прошлом и настоящем. Юбилейное издание». В надзаголовке: Историческая комиссия учебного отдела ОРТЗ. Редакция А. К. Дживелегова, С. П. Мельгунова, В. И. Пичета. Выходные данные и содержание. | «Великая реформа. Русское общество и крестьянский вопрос в прошлом и настоящем. Юбилейное издание». В надзаголовке: Историческая комиссия учебного отдела ОРТЗ. Редакция А. К. Дживелегова, С. П. Мельгунова, В. И. Пичета. Выходные данные и содержание. | «Великая реформа. Русское общество и крестьянский вопрос в прошлом и настоящем. Юбилейное издание». В надзаголовке: Историческая комиссия учебного отдела ОРТЗ. Редакция А. К. Дживелегова, С. П. Мельгунова, В. И. Пичета. Выходные данные и содержание. |
| Первый том. Москва: Издание товарищества И. Д. Сытина, 1911. — XVI, 263 стр.: с илл., портр., 21 вкл. лист, в т. ч. 6 вклееных цветных иллюстраций. | Первый том. Москва: Издание товарищества И. Д. Сытина, 1911. — XVI, 263 стр.: с илл., портр., 21 вкл. лист, в т. ч. 6 вклееных цветных иллюстраций. | Первый том. Москва: Издание товарищества И. Д. Сытина, 1911. — XVI, 263 стр.: с илл., портр., 21 вкл. лист, в т. ч. 6 вклееных цветных иллюстраций. |
| --- | --- | --- |
| 1 | | От редакции |
| 2 | М. К. Любавский | Начало закрепощения крестьян |
| 3 | Ю. В. Готье | Крестьяне в XVII столетии |
| 4 | М. М. Богословский | Поморье в XVII веке |
| 5 | М. М. Богословский | Введение подушной подати и крепостное право |
| 6 | М. В. Клочков | Посошков о крестьянах |
| 7 | В. Н. Сторожев | Раскрепощение дворян и закрепощение крестьян |
| 8 | Н. П. Василенко | Прикрепление крестьян в Малороссии |
| 9 | В. И. Пичета | Посессионные крестьяне |
| 10 | Д. А. Жаринов | Крестьяне церковных вотчин |
| 11 | А. С. Лаппо-Данилевский | Екатерина II и крестьянский вопрос |
| 12 | А. Е. Пресняков | Дворянский и крестьянский вопрос в наказах |
| 13 | А. Е. Пресняков | Дворянский и крестьянский вопрос в Екатерининской комиссии |
| 14 | В. И. Семевский | Крестьянский вопрос в литературе Екатерининского времени |
| 15 | С. П. Мельгунов | Дворянин и раб на рубеже XIX века |
| Второй том. Москва: Издание товарищества И. Д. Сытина, 1911. — 256 стр.: с илл., портр., 21 вкл. лист, в т. ч. 5 вклееных цветных иллюстраций. | | |
| 1 | В. И. Пичета | Помещичьи крестьяне в Великороссии XVIII в. |
| 2 | Н. Н. Фирсов | Крестьянские волнения до XIX в. |
| 3 | И. М. Катаев | Законодательство о крестьянах при императорах Павле I и Александре I |
| 4 | А. С. Лыкошин | Военные поселения |
| 5 | В. И. Пичета | Противники крепостного права в начале XIX в. |
| 6 | М. В. Довнар-Запольский | Крепостники в первой четверти XIX в. |
| 7 | Н. П. Сидоров | Масонство и крепостное право |
| 8 | В. И. Семевский | Декабристы и крепостной вопрос |
| 9 | В. П. Алексеев | Секретные комитеты при Николае I |
| 10 | С. А. Князьков | Граф П. Д. Киселёв и реформа государственных крестьян |
| 11 | В. А. Боголюбов | Удельные крестьяне |
| Третий том. Москва: Издание товарищества И. Д. Сытина, 1911. — 266 стр.: с илл., портр., 23 вкл. листа, в т. ч. 8 вклееных цветных иллюстраций. | | |
| 1 | С. П. Мельгунов | Эпоха «официальной народности» и крепостное право |
| 2 | В. Н. Бочкарев | Быт помещичьих крестьян |
| 3 | И. И. Игнатович | Крестьянские волнения |
| 4 | П. Н. Сакулин | Крепостная интеллигенция |
| 5 | В. И. Пичета | Помещичье хозяйство накануне реформы |
| 6 | М. И. Туган-Барановский | Крепостная фабрика |
| 7 | В. Н. Бочкарев | Дворянские проекты по крестьянскому вопросу при Николае I |
| 8 | В. Я. Уланов | Славянофилы о крепостном праве |
| 9 | В. П. Батуринский [В. П. Маслов-Стоков] | Западники о крепостном праве |
| 10 | В. И. Семевский | Петрашевцы и крестьянский вопрос |
| 11 | В. А. Розенберг | Цензура и крепостное право |
| 12 | Н. П. Сидоров | Крепостные крестьяне в русской беллетристике |
| Четвёртый том. Москва: Издание товарищества И. Д. Сытина, 1911. — 280 стр.: с илл., портр., 23 вкл. листа, в т. ч. 6 вклееных цветных иллюстраций. | | |
| 1 | Н. Л. Бродский | Крепостное право в народной поэзии |
| 2 | А. М. Гневушев | Изображение крепостного права в произведениях Т. Г. Шевченко |
| 3 | И. Н. Игнатов | Крепостное право в поэзии Некрасова |
| 4 | Ф. Ф. Нелидов | Крепостная старина в художественной сатире Салтыкова (Щедрина) |
| | Из воспоминаний о крепостном праве | |
| 5 | П. Д. Боборыкин | I. Крепостные развиватели |
| 6 | П. А. Зелёный | II. О последних пяти годах крепостного состояния |
| 7 | Н. П. Василенко | Крестьянский вопрос в юго-западном и северо-западном крае при Николае I и введение инвентарей |
| 8 | А. А. Кизеветтер | Русское общество и реформа 1861 г. |
| | Ход крестьянской реформы | |
| 9 | Е. И. Вишняков | I. Начало законодательных работ |
| 10 | А. А. Корнилов | II. Губернские дворянские комитеты 1858-1859 гг. |
| 11 | Е. И. Вишняков | III. Главный Комитет и редакционные комиссии |
| 12 | Ч. Ветринский (В. Е. Чешихин) | «Колокол» и крестьянская реформа |
| 13 | Н. Ф. Анненский | Н. Г. Чернышевский и крестьянская реформа |
| Пятый том. Москва: Издание товарищества И. Д. Сытина, 1911. — 311 стр.: с илл., портр., 30 вкл. листов, в т. ч. 3 вклееных цветных иллюстраций. | | |
| | Деятели реформы | |
| 1 | К. К. Арсеньев | Император Александр II |
| 2 | А. Ф. Кони | Великая княгиня Елена Павловна |
| 3 | А. Ф. Кони | Великий князь Константин Николаевич |
| 4 | С. В. Фарфаровский | Гр. С. С. Ланской |
| 5 | В. П. Алексеев | Яков Александрович Соловьев |
| 6 | В. Я. Богучарский | Яков Иванович Ростовцев |
| 7 | А. К. Дживелегов | Николай Алексеевич Милютин |
| 8 | И. И. Попов | Николай Петрович Семенов |
| 9 | В. Н. Бочкарёв | Юрий Федорович Самарин |
| 10 | О. Н. Трубецкая | Кн. Владимир Александрович Черкасский |
| 11 | Е. А. Ефимова | Алексей Михайлович Унковский |
| 12 | И. И. Попов | Пётр Петрович Семёнов-Тянь-Шанский |
| 13 | Б. И. Сыромятников | Константин Дмитриевич Кавелин |
| 14 | А. К. Дживелегов | Гр. В. Н. Панин |
| 15 | С. П. Мельгунов | Митрополит Филарет — деятель крестьянский реформы |
| | Объявление воли и проведение реформы | |
| 16 | С. П. Мельгунов | I. «Александров день» |
| 17 | И. И. Игнатович | II. Встреча на местах |
| 18 | А. З. Попельницкий | III. Первые шаги крестьянской реформы (по донесениям свитских генерал-майоров и флигель-адъютантов) |
| 19 | И. И. Игнатович | IV. Бездна |
| 20 | А. З. Попельницкий | V. Дневник крестьянина 1861 г. |
| 21 | А. Ф. Кони | VI. К. К. Грот и В. А. Арцимович |
| 22 | Ч. Ветринский [В. Е. Чешихин] | VII. А. Н. Муравьев и другие декабристы во время крестьянской реформы |
| 23 | А. А. Корнилов | VIII. Деятельность мировых посредников |
| 24 | В. Д. Бонч-Бруевич | Сектантство в освободительную эпоху |
| 25 | В. Н. Линд | Московское студенчество в 1861 г. и его отношение к освобождению крестьян (из воспоминаний) |
| 26 | В. П. Обнинский | После освобождения |
| 27 | А. А. Корнилов | Реформа 19 февраля 1864 г. в Царстве Польском |
| 28 | Приложение | Манифест от 19 февраля 1861 года. Факсимильное воспроизведение |
| Шестой том. Москва: Издание товарищества И. Д. Сытина, 1911. — 353 стр.: с илл., портр., 29 вкл. листов, в т. ч. 5 вклееных цветных иллюстраций. | | |
| 1 | А. Э. Вормс | Положения 19 февраля |
| 2 | А. А. Мануйлов | Реформа 19 февраля и общинное землевладение |
| 3 | В. И. Анисимов | Наделы |
| 4 | Д. И. Шаховской | Выкупные платежи |
| 5 | А. А. Корнилов | Крестьянское самоуправление по Положению 19 февраля |
| 6 | А. А. Леонтьев | Законодательство о крестьянах после реформы |
| 7 | А. В. Пешехонов | Экономическое положение крестьян в пореформенное время |
| 8 | И. И. Попов | Переселение крестьян и землеустройство Сибири |
| 9 | С. Н. Прокопович | Крестьянство и пореформенная фабрика |
| 10 | В. Д. Кузьмин-Караваев | Крестьянство и земство |
| 11 | И. П. Белоконский | Крестьянство и народное образование |
| 12 | В. П. Кранихфельд | Пореформенное крестьянство в беллетристике |
| 13 | | Указатель рисунков, помещённых в «Великой Реформе» |

## Интересные факты

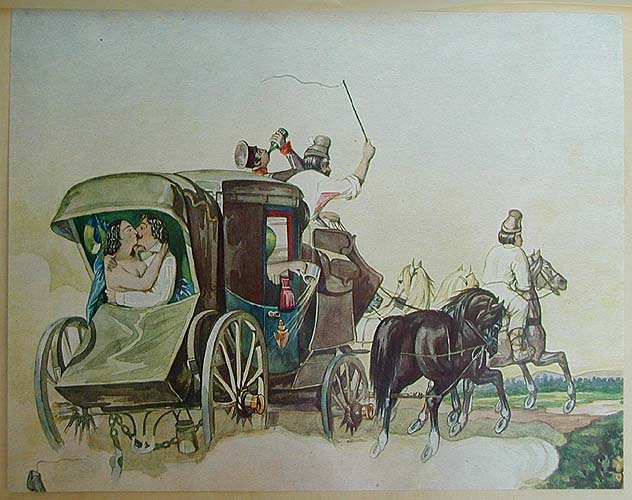
Hampeln, «Сценка из помещичьего быта»

Любопытно, что писатель Михаил Булгаков использовал статьи из «Великой реформы» наряду с материалами «Истории государства Российского» Н. М. Карамзина, «Истории России с древнейших времен» С. М. Соловьева, «Русской истории» Н. Г. Устрялова, «Лекций по древней русской истории до конца XVI века» М. К. Любавского, «Учебника русской истории» К. В. Елпатьевского, статей энциклопедического словаря Брокгауза и Ефрона, Большой и Малой Советских Энциклопедий при участии им в конкурсе на лучший школьный учебник по истории СССР, который был объявлен в Советском Союзе 4 марта 1936 года.